# Justin Bethel
Justin Andrew Bethel (* 17. Juni 1990 in Sumter, South Carolina) ist ein ehemaliger US-amerikanischer American-Football-Spieler. Er spielte auf der Position des Cornerbacks in der National Football League (NFL). Bethel machte sich in seiner Footballkarriere einen Namen als herausragender Special-Teams-Spieler und wurde deswegen dreimal in den Pro Bowl gewählt.

## College
Bethel spielte für 4 Jahre am Presbyterian College als Cornerback. Presbyterian ist ein sehr kleines und im Sportbereich unbekanntes College. Mit seiner Auswahl im NFL Draft war Bethel der erste Spieler seit 1969, der vom Presbyterian College im Draft ausgewählt wurde.

## NFL

### Arizona Cardinals
Bethel wurde bei dem NFL Draft 2012 von den Arizona Cardinals in der 6. Runde ausgewählt. Er unterschrieb einen Vierjahresvertrag über 2,21 Millionen US-Dollar bei den Cardinals. Noch vor Ablauf des Vertrages verlängerten die Cardinals ihn und boten ihm einen Dreijahresvertrag über 15 Millionen US-Dollar an, welchen Bethel annahm. Nach Ablauf des Vertrages wurde dieser nicht verlängert und Bethel wurde Free Agent. Wegen seiner Leistungen in dem Special Team der Cardinals wurde Bethel für seine Leistungen in der Saison 2013, 2014 und 2015 jeweils in den Pro Bowl gewählt.

### Atlanta Falcons
Bethel schloss sich 2018 für ein Jahr den Atlanta Falcons an.

### Baltimore Ravens
Vor der Saison 2019 unterschrieb Bethel einen Zweijahresvertrag bei den Baltimore Ravens. Jedoch wurde Bethel bereits in Woche 7 des ersten Vertragsjahres von den Ravens entlassen. Dies hatte allerdings weniger mit seiner spielerischen Leistung zu tun, mit 6 Tackles führte Bethel das Special Team der Ravens an, sondern mit dem Ziel der Ravens sich durch die Entlassung für einen Compensatory Pick in der 4. Runde des NFL Draft 2020 zu qualifizieren.

### New England Patriots
Kurz nach seiner Entlassung bei den Baltimore Ravens nahmen die New England Patriots Bethel für zwei Jahre unter Vertrag. Am 12. März 2021 unterschrieb er einen neuen Dreijahresvertrag über sechs Millionen US-Dollar. Am 30. August 2022 wurde er im Rahmen der Kaderverkleinerung auf 53 Spieler entlassen.

### Miami Dolphins
Am 1. September 2022 nahmen die Miami Dolphins Bethel unter Vertrag. Für die Saison 2023 unterschrieb er erneut bei den Dolphins. Nachdem er in der Saison 2024 nicht gespielt hatte, gab Bethel im Januar 2025 sein Karriereende bekannt.